# Кашперівка (Житомирський район)
Ка́шперівка — село в Україні, у Старосілецькій сільській територіальній громаді Житомирського району Житомирської області. Населення становить 148 осіб (2001).

## Історія
У 1941—54 роках — адміністративний центр Кашперівської сільської ради Коростишівського району Житомирської області.
12 червня 2019 року включене до складу новоутвореної Старосілецької сільської територіальної громади Коростишівського району Житомирської області. Від 19 липня 2020 року, разом з громадою, в складі новоствореного Житомирського району Житомирської області.

## Відомі люди
- Дмитренко Валентина Олексіївна — депутат Верховної Ради УРСР 9-10-го скликань.